# Saint-Laurent-d'Aigouze
Saint-Laurent-d'Aigouze este o comună în departamentul Gard din sudul Franței. În 2009 avea o populație de 3.246 de locuitori.

## Evoluția populației
| An        | 1975  | 1982  | 1990  | 1999  | 2006  | 2009  |
| --------- | ----- | ----- | ----- | ----- | ----- | ----- |
| Populație | 1.728 | 1.730 | 2.323 | 2.738 | 3.152 | 3.246 |